# Jay Gould

Jason „Jay“ Gould

Jason „Jay“ Gould (* 27. Mai 1836 in Roxbury, New York; † 2. Dezember 1892 in New York City) war ein US-amerikanischer Anleger und Unternehmer.

## Leben
Gould war der Sohn eines Bauern aus Roxbury im Delaware County. Der Rektor seiner Schule, der Howard Academy, verhalf ihm zu einem  Job als Buchhalter bei einem Schmied. Nach einem Jahr bot ihm der Schmied an, die Hälfte der Schmiede zu übernehmen. Gould verkaufte bereits 1854 den Anteil an seinen Vater und bewies damit seine Geschäftstüchtigkeit. Im Alter von 16 Jahren verließ er die Schule, widmete sich aber weiterhin der Mathematik und der Landesvermessung. Als Landvermesser gab er eine Karte von Ulster County, New York heraus. 1856 veröffentlichte er die History of Delaware County, and Border Wars of New York. Er wurde Partner von Zadock Pratt, mit dem er eine Gerberei in Pennsylvania eröffnete, die er Gouldsboro nannte. Im Laufe der Zeit kaufte er Pratt aus dem Geschäft, der sich zurückzog.  1856 ging er eine neue Partnerschaft ein mit Charles Mortimer Leupp. Charles war der Schwiegersohn von Gideon Lee, dem führenden Lederhändler zu jener Zeit. Die Partnerschaft lief zufriedenstellend bis zur Panik von 1857. Während die finanziellen Turbulenzen ein Fluch für Leupp waren, der sein ganzes Geld verlor, das er in das Geschäft investiert hatte, waren sie für Gould ein Glücksfall: durch die niedrigen Zinsen für Grundstücke kaufte er den Besitz seines früheren Partners auf. Das hatte jedoch ein Nachspiel: das Land The Gouldsboro Tannery wurde mit Hilfe von bewaffneten Truppen heiß umkämpft. Der Schwager von Charles Leupp, David W. Lee, der ebenfalls Partner in der Firma Leupp and Gould war, war der Meinung, dass Gould die Familien Leupp und Lee bei dem Untergang der Firma betrogen habe, und er gewann die Kontrolle über die Gerberei zurück.
Goulds Schwiegervater machte ihn mit der Eisenbahnindustrie bekannt, indem er Gould bat, ihm dabei zu helfen, seine Investition in der Rutland and Washington Railroad zu retten. Das war seine erste Bekanntschaft mit dem Bankgeschäft.
Am 22. Januar 1863 heiratete er Helen Day Miller, die ihm sechs Kinder gebar. Sein Sohn Frank Jay Gould (1877–1956) war der Besitzer von mehreren Kasinos und Hotels an der Côte d’Azur. Sein Sohn George Jay Gould (1864–1923) wirkte ebenfalls als Anleger und Unternehmer. Sein Enkel Jay Gould II wurde 1908 Olympiasieger im Jeu de Paume, einer Vorläufersportart des modernen Tennis. Die Tochter Anna Gould (1875–1961) heiratete zuerst einen französischen Dandy, den Grafen (späteren Marquis) Boni de Castellane (1867–1932), Vorbild für die Figur des Marquis de Saint-Loup in Marcel Prousts Romanfolge Auf der Suche nach der verlorenen Zeit, sowie nach Scheidung von diesem 1908 seinen Vetter, den Herzog Hélie de Talleyrand-Périgord.

## Eisenbahngeschäft
Über seinen Schwiegervater erhielt Gould einen Job bei der Rensselaer and Saratoga Railroad. In kurzer Zeit reorganisierte er das Unternehmen und kaufte es auf. Genauso machte er es mit Rutland & Washington Railway, aus der er hohe Gewinne herausholte. Im Jahr 1859 ging Gould an die Börse und focht an der Seite von Daniel Drew und James Fisk gegen Cornelius Vanderbilt  um die Kontrolle der Erie Railroad. Schließlich gewannen Gould und Fisk die Macht über das Bahnunternehmen. Sie manipulierten den Aktienwert und mussten im März 1872 die Unternehmensführung abgeben.
Während dieser Zeit verbündeten sich Gould und Fisk mit dem Tycoon “Boss” William Tweed, den sie zum Direktor der Erie Railroad machten. Tweed für seinen Teil revanchierte sich, indem er den beiden Deckung vor der Justiz zusicherte. Außerdem stand Gould in enger Verbindung zum Schwager des US-Präsidenten Ulysses S. Grant. Der  Schwarze Freitag von 1869 machte Goulds Spekulationen vorübergehend ein Ende, als er im Begriff war in den Goldmarkt groß einzusteigen.
1874 stieg er bei der vor dem Bankrott stehenden Union Pacific Railroad ein und übernahm die Aktienmehrheit. Auf seine Initiative wurde die Organisation und die finanzielle Lage der Bahn verbessert. Als seine Bemühungen um die Ablösung der staatlichen Bau-Darlehen keinen Erfolg zeigten und er damit Einschränkungen bei der Entwicklung des Unternehmens befürchtete, stieg er 1883 wieder aus. Er widmete sich danach dem Aufbau der Missouri Pacific Railroad. In diesem Rahmen investierte er ab 1890 erneut in die Union Pacific Railroad, um gegenteilige Entwicklung für die Missouri Pacific zu verhindern.
Am Zenit seiner Macht kontrollierte Jay Gould 16.000 km Gleisstrecke, ein Neuntel der gesamten in den USA gelegten Bahngleise. Er hinterließ seiner Familie ein Vermögen von schätzungsweise 72 Millionen Dollar.
1880 hatte er das 1838 von Alexander Jackson Davis im neogotischen Stil erbaute Anwesen Lyndhurst in Tarrytown (New York) erworben und als seinen Landsitz ausgebaut. 1961 schenkte seine Tochter Anna Gould es dem National Trust for Historic Preservation.